# Université nationale des sciences et technologies (Zimbabwe)
L'université nationale des sciences et technologies (en anglais : National University of Science and Technology) est une université publique située à Bulawayo au Zimbabwe.